# 小泉荘 (大和国)
小泉荘（こいずみのしょう）は、大和国添下郡（現在の奈良県大和郡山市）にあった荘園。

## 歴史
承保3年（1076年）に曼荼羅寺（随心院の源流となった真言宗寺院）の所領として登場する。荘内の領主が交錯していたのか、正応4年（1291年）には西大寺領、貞和3年/正平21年（1347年）には興福寺大乗院領、応永6年（1399年）には興福寺寺門（寺務）領、長禄2年（1458年）には園城寺円満院領とする記録がある。大乗院の坊官である小泉氏がこの地を本拠としており、その影響力が強かったと思われるが、室町期のこの地域の混乱に巻き込まれる形で明応6年（1497年）には没落する。さらに戦国時代には春日大社領に移っている。
元和9年（1623年）、片桐貞隆が添下郡小泉（小泉荘の故地）に小泉陣屋を設置し、小泉藩が成立した。